# Wolfgang Abraham
Wolfgang Abraham (* 23. Januar 1942 in Osterburg; † 3. Februar 2013) war ein deutscher Fußballspieler, der in der DDR aktiv war. 1974 gewann er mit dem 1. FC Magdeburg den Europapokal der Pokalsieger im Endspiel gegen den AC Mailand.

## Karriere

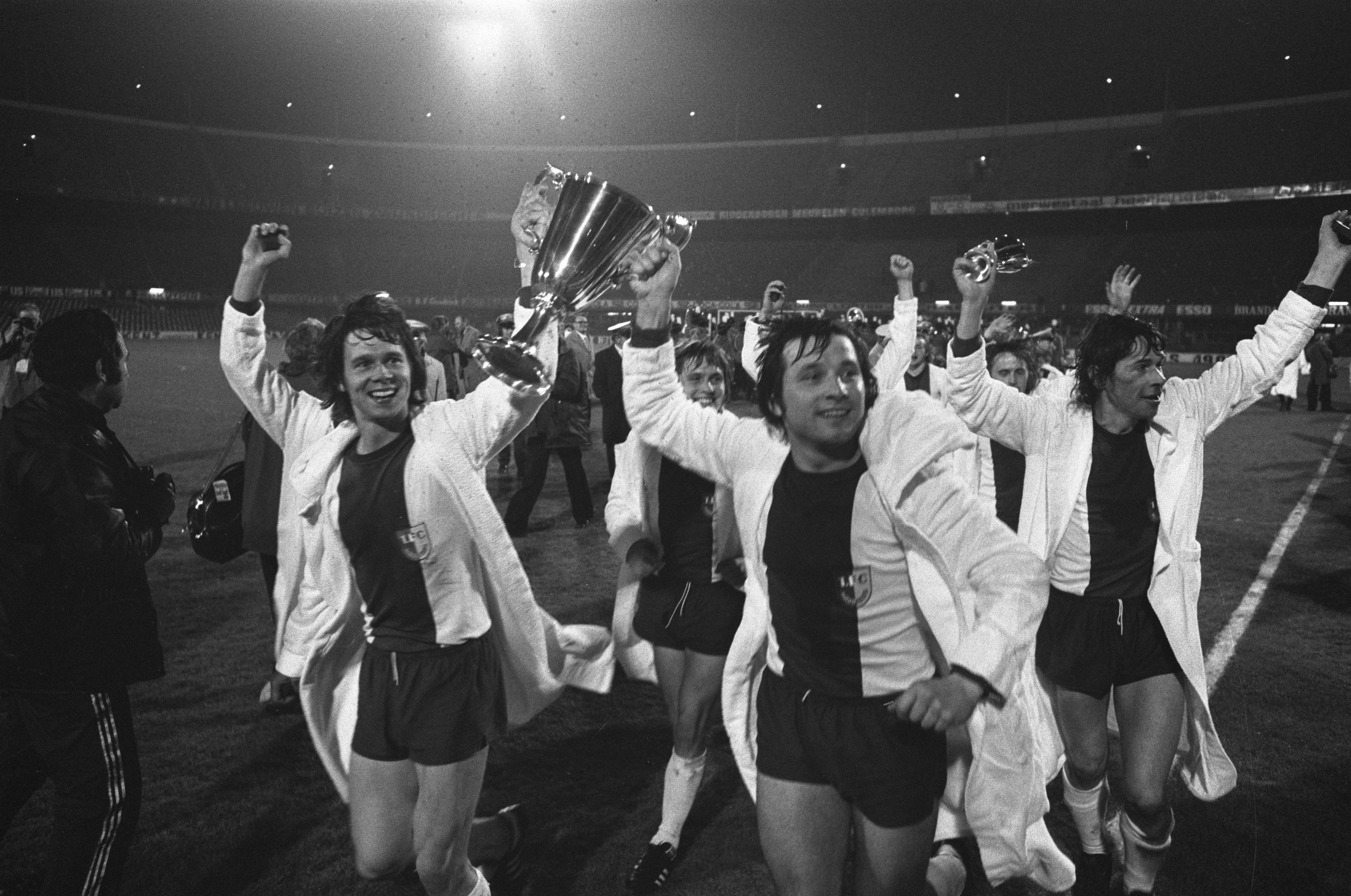
Wolfgang Abraham (rechts) und seine Teamkollegen nach dem Gewinn des Europapokal der Pokalsieger 1973/74

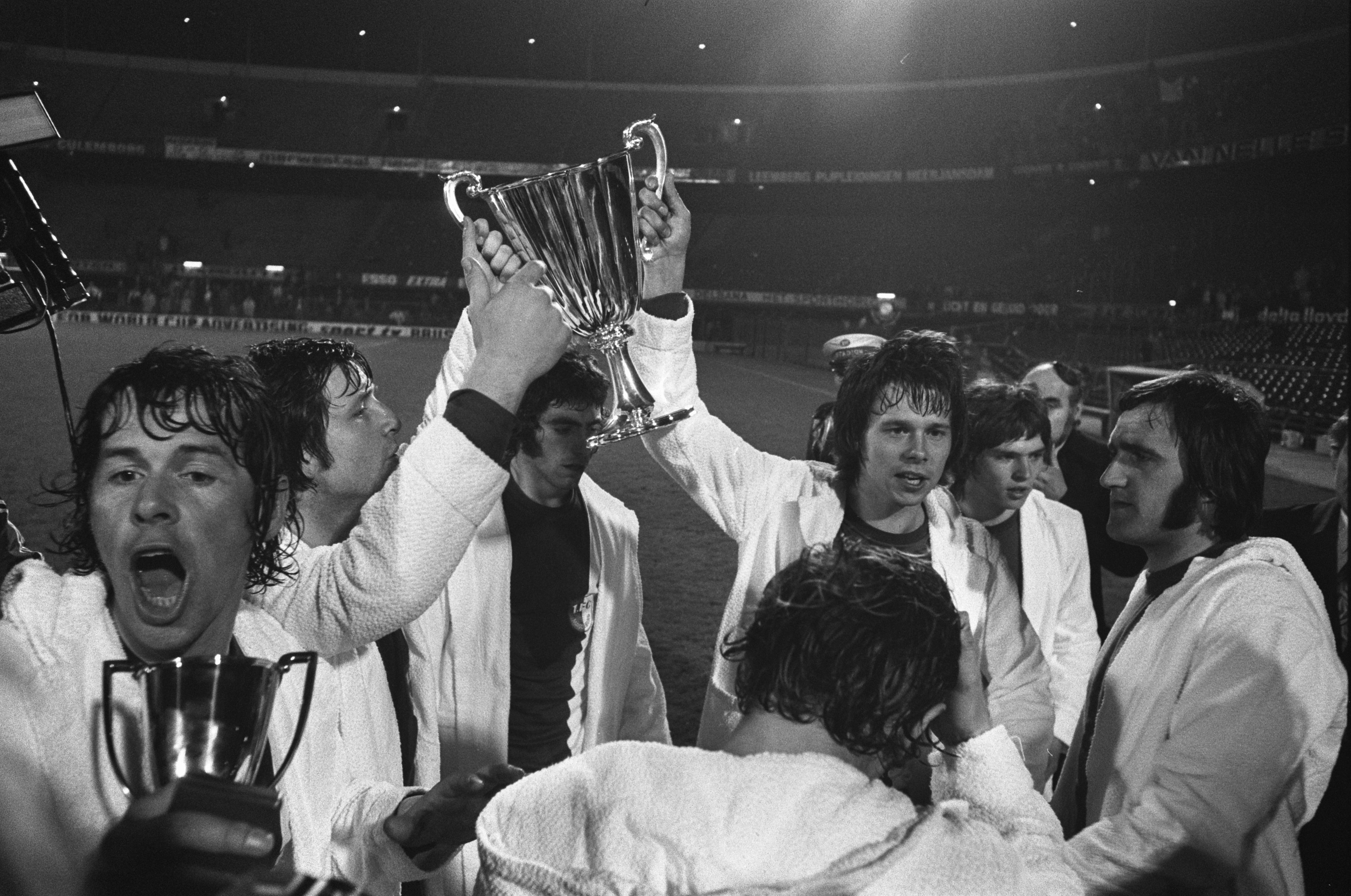
Wolfgang Abraham (links) und seine Teamkollegen nach dem Gewinn des Europapokal der Pokalsieger 1973/74

Abraham war ein torgefährlicher Außenstürmer, kam gegen Ende seiner Karriere aber auch als Vorstopper zum Einsatz kam. 1950 begann er mit dem Fußballspielen bei der BSG Einheit Osterburg. 1958 ging er nach Magdeburg, wo er zuerst beim SC Aufbau Magdeburg mit seinen ersten sieben Erstligaeinsätzen und dann ab 1963 für die BSG Turbine Magdeburg spielte. Dort war er auch Mannschaftskapitän. Im Frühjahr 1965 wechselte Abraham in die DDR-Oberliga zu Lok Stendal, wurde aber erst in der Saison 1965/66 mit 23 Saisonpartien zum Stammspieler. Mit der Teilnahme am Finale des DDR-Fußballpokals (FDGB-Pokal) von 1966 (0:1 gegen Chemie Leipzig) erreichte er seinen ersten Karrierehöhepunkt. Nach 27 Spielen und neun Toren für Lok Stendal ging Abraham 1966 zum 1. FC Magdeburg, jenem aus dem SC (Aufbau) Magdeburg herausgelösten Fußballclub. Das Fußballleistungszentrum des Bezirks Magdeburg war gerade in die zweitklassige DDR-Liga abgestiegen und spielte damit eine Klasse niedriger als Lok Stendal.
Zum Ende der Saison 1966/1967 stieg Abraham mit seiner neuen Mannschaft wieder in die Oberliga auf, wobei Abraham mit 16 Treffern nach Jürgen Sparwasser als zweitbester Torschütze der Magdeburger maßgeblich beitrug. In der Oberliga absolvierte er bis zu seinem Ausscheiden 1977 insgesamt 196 Spiele für den FCM beziehungsweise dessen Vorgänger und erzielte dabei 41 Tore. Er stand 1974 in der Siegermannschaft des Europapokals der Pokalsieger (2:0 gegen den AC Mailand). Mit dem 1. FC Magdeburg wurde Abraham dreimal DDR-Meister (1972, 1974, 1975) und zweimal Pokalsieger (1969 gegen den FC Karl-Marx-Stadt 4:0, 1973 gegen den 1. FC Lokomotive Leipzig 3:2). In der ersten Magdeburger Meistersaison war er mit 13 Treffern, davon 7 verwandelte Elfmeter, der beste Torschütze der Mannschaft und nach Hans-Jürgen Kreische der zweitbeste der Oberliga. Im Europapokal war er für die Magdeburger in 17 Partien am Ball.

## Weiterer Werdegang
Nach seiner aktiven Laufbahn blieb er dem 1. FC Magdeburg als Mannschaftsleiter, später Technischer Leiter und nach der Wende kurz als Vizepräsident treu, ehe er sich immer mehr zurückzog. In einem Zeitungsinterview der Volksstimme im Frühjahr 2009 berichtete sein ehemaliger FCM-Mitspieler Wolfgang Seguin, dass Abraham seit 1990 alle Kontakte zum 1. FC Magdeburg abgebrochen hat. Am 22. Februar 2013 wurde der 19 Tage zuvor im Alter von 71 Jahren verstorbene ehemalige Europapokalsieger auf dem Magdeburger Westfriedhof zu Grabe getragen.

## Erfolgsbilanz
- 223 Spiele in der DDR-Oberliga, 50 Tore
- Sieg im Europapokal der Pokalsieger 1974
- DDR-Fußballmeister 1972, 1974, 1975
- DDR-Pokalsieger 1969, 1973